# Ом (лунный кратер)
Кратер Ом (лат. Ohm) — крупный ударный кратер в северном полушарии обратной стороны Луны. Название присвоено в честь немецкого физика Георга Симона Ома (1789—1854) и утверждено Международным астрономическим союзом в 1970 г. Образование кратера относится к коперниковскому периоду.

## Описание кратера

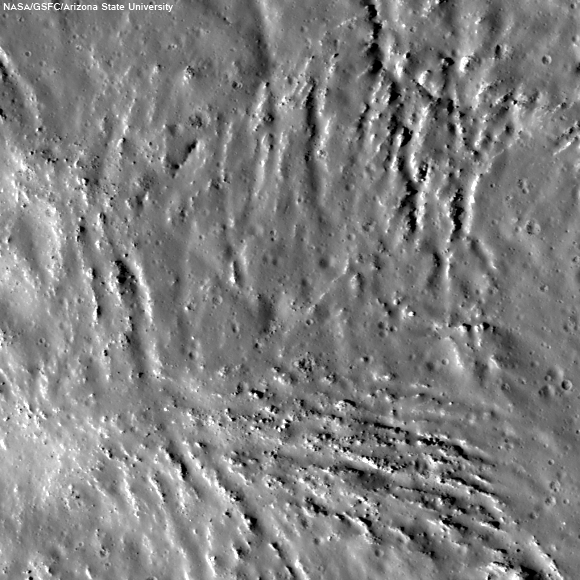
Снимок участка в юго-восточной части чаши кратера Ом зонда Lunar Reconnaissance Orbiter. Ширина снимка около 790 м.

Ближайшими соседями кратера являются кратер Штернберг на западе-северо-западе; кратер Комри на севере; кратер Олтер на востоке; кратер Бутлеров на юго-востоке и кратер Камерлинг Оннес на юго-западе. Селенографические координаты центра кратера 18°19′ с. ш. 113°47′ з. д. / 18,32° с. ш. 113,78° з. д., диаметр 61,8 км, глубина 2,7 км.
Кратер Ом имеет полигональную форму и практически не разрушен. Вал с четко очерченной острой кромкой (кроме южной оконечности) и террасовидным внутренним склоном. У подножья внутреннего склона располагается кольцо осыпей. Высота вала над окружающей местностью достигает 1240 м, объем кратера составляет приблизительно 3500 км³. Дно чаши сравнительно ровное, с одиночными холмами, усеяно массивными валунами, которые могут быть фрагментами лунной коры. На приведенном снимке участка в юго-восточной части чаши кратера (отмечен звездочкой на титульном снимке) видны трещины в застывшем расплаве пород шириной около 18 м, ориентированные в двух взаимно перпендикулярных направлениях. В центре чаши находится небольшой центральный пик состоящий из анортозитового габбро-норита (AG), габбро-норито-троктолитового анортозита с содержанием плагиоклаза 85-90 % (GNTA1) и габбро-норито-троктолитового анортозита с содержанием плагиоклаза 80-85 % (GNTA2)., на северо-западе от него скопление пиков.
Кратер Ом находится в центре яркой лучевой системы распространяющейся на расстояние в несколько сотен километров в северо-западном, восточно-северо-восточном и южном направлении. Окружающая кратер местность на расстоянии 20-30 км от кромки вала кратера практически не имеет следов лучей, но за пределами этого расстояния расположена область с высоким альбедо, от которой расходятся упомянутые выше лучи.

## Сателлитные кратеры
Отсутствуют.